# Acqua Panna
«Acqua Panna» — итальянский бренд природной минеральной воды, разливаемой из источника, расположенного в предгорьях Апеннин, недалеко от Флоренции, в Тоскане. Входит в подразделение швейцарской компании Nestlé.

## История
С 1564 года, защищённый заповедник в горах Тосканы привлёк внимание семьи Медичи, благодаря нетронутой природной чистоте. С тех пор Acqua Panna стала водой семьи Медичи, которая проводила отпуск в своей летней резиденции на вилле Панна. Обладающая мягким, бархатистым вкусом, Acqua Panna стала непременным атрибутом роскошных званых обедов и ужинов, которые семья устраивала за городом. Компания Acqua Panna была основана в 1860 году: маркизы Торриджани начали бутилировать и продавать минеральную воду. Изначально её разливали в огромные бутыли ёмкостью в 54 литра, оплетённые для переноски лозой.
В 1910 году была выпущена первая литровая стеклянная бутылка Acqua Panna, а в 1957 году итальянская компания San Pellegrino выкупила все права на эту торговую марку. В 1970 году минеральную воду начали впервые в Италии разливать в пластиковые бутылки. В 2003 году становится официальной водой Международной ассоциации сомелье. В 2014 году на бутылках Acqua Panna появился фирменный знак Tuscan Taste, подтверждающий высочайшее качество продукции региона Тоскана.
Права принадлежат подразделению швейцарского концерна Nestle — Nestle Waters. В составе воды мало натрия и высокая концентрация бикарбонатов и сульфатов.

## Минеральный состав воды
- Общая минерализация (сухой остаток) — 0,137 мг/дм³
- Сульфаты — 21,4 мг/дм³
- Хлориды — 7,1 мг/дм³
- Кальций — 30,2 мг/дм³
- Магний — 6,9 мг/дм³
- Натрий — 6,5 мг/дм³
- Калий — 0,9 мг/дм³
- Гидрокарбонаты — 100 мг/дм³

## Форма выпуска
Вода разливается прямо на источнике в специальные стеклянные и пластиковые бутылки, ёмкостью 250 мл, 500 мл, 750 мл и 1 литр.